# Йожеф Шоті
Йожеф Шоті (серб. Јожеф Шоти / Jožef Šoti; 15 лютого 1972, Устер) — сербський югославський весляр-байдарочник, виступав за збірні Югославії, Сербії та Чорногорії в кінці 1990-х — початку 2000-х років. Учасник літніх Олімпійських ігор у Сіднеї, багаторазовий переможець і призер регат національного значення. Також відомий як тренер з веслування на байдарках і каное.

## Біографія
Йожеф Шоті народився 15 лютого 1972 року в місті Устер в Швейцарії, однак згодом переїхав на постійне проживання в Югославію.
Першого серйозного успіху на дорослому міжнародному рівні домігся порівняно пізно у віці 28 років в сезоні 2000 року, коли потрапив в основний склад сербсько-чорногорської національної збірної і завдяки низці вдалих виступів удостоївся права захищати честь країни на літніх Олімпійських іграх у Сіднеї. Стартував тут в заліку чотиримісних байдарок на дистанції 1000 метрів спільно з партнерами по команді Драганом Зоричем, Ігором Ковачичем і Сашею Вуяничем — вони з шостого місця кваліфікувалися на попередньому етапі, потім на стадії півфіналів показали третій результат і пробилися в фінал. Однак у вирішальному фінальному заїзді прийшли до фінішу останніми — дев'ятими, відставши від переможця, екіпажу з Угорщини, більш ніж на сім секунд.
Після завершення кар'єри професійного спортсмена Шоті зайнявся тренерською діяльністю, зокрема багато років був особистим тренером відомого сербського байдарочника Марко Новаковича, чемпіона Європи та світу, чемпіона Європейських ігор, учасника двох літніх Олімпійських ігор